# Szulok
Szulok (németül: Sulk) község Somogy vármegyében, a Barcsi járásban.

## Fekvése
A megye déli részén fekszik, Barcstól 14 kilométerre északkelet felé. a Lad-Barcs közti 6623-as út mentén. Innen ágazik ki az előbbi útból kelet felé a 66 161-es út, amely Kálmáncsa központjába és annak egy külterületi községrészébe vezet. A település jól megközelíthető, a térségben fejlett az infrastruktúra, annak ellenére, hogy a vasútvonal évtizedekkel ezelőtt megszűnt itt. Szulokból autóval kevesebb, mint egy óra alatt el lehet érni Barcsra, Nagyatádra, Kaposvárra, Szigetvárra és Pécsre is. A tömegközlekedés szintén optimálisnak mondható a jelen állapotokat tekintve.

## Története
Szulok település neve a III. Béla királytól a székesfehérvári János lovagok részére kiállított megerősítő levélben is szerepelt. Az 1332-37. évi pápai tizedjegyzékben Zulak alakban fordult elő. Ez a település később - valószínűleg a török megszállás alatt - elpusztult, a 18. századig pusztán maradt.
A település a Széchenyi család birtokába került. Gróf Széchenyi István 1715-57 közt Württembergből származó németekkel telepítette be, akik szénégetéssel foglalkoztak. Az erdők megfogyatkozásával a homokos területen dohánytermesztéssel kezdtek foglalkozni.
Az 1772-es megyei összeírás szerint a falunak volt katolikus parókiája és tanítója. („Az oskola tsak a téli hónapokban áll, nyáron pedig soha sincsen.”)
A falu levéltárban található legrégebbi pecsétje 1788-ban keletkezett.
A római katolikus templom 1800-ban épült. A templom védőszentjei Szent Simon és Júdás Tádé apostolok, akiket a favágók tekintik védőszentjüknek.
A település ekkortól kezdve folyamatos fejlődésen ment keresztül, 1811-ben például mezővárosi rangot kapott. Nemcsak lakóinak száma gyarapodott, de az itt működő ipar is fejlődött: a 20. század elején Szulok a dohánytermesztés egyik hazai fellegvára volt.

## Közélete

### Polgármesterei
- 1990–1994: Virth József (független)[3]
- 1994–1998: Virth József (független)[4]
- 1998–2002: Virth József (független)[5]
- 2002–2006: Virth József (független)[6]
- 2006–2010: Virth József Mihály (független)[7]
- 2010–2014: Hengerics József (Fidesz)[8]
- 2014–2019: Hengerics József (Fidesz-KDNP)[9]
- 2019–2024: Hengerics József (Fidesz-KDNP)[10]
- 2024– : Friedrich Tamás (független)[1]

## Népesség
A település népességének változása:
| Lakosok száma | 690  | 701  | 690  | 618  | 604  | 584  | 575  |
|               | 2013 | 2014 | 2015 | 2021 | 2022 | 2023 | 2024 |

A 2011-es népszámlálás során a lakosok 85,5%-a magyarnak, 3,1% cigánynak, 0,6% horvátnak, 35% németnek mondta magát (12,8% nem nyilatkozott; a kettős identitások miatt a végösszeg nagyobb lehet 100%-nál). A vallási megoszlás a következő volt: római katolikus 76,7%, református 2,3%, evangélikus 0,3%, felekezeten kívüli 2,5% (18,2% nem nyilatkozott).
2022-ben a lakosság 81,3%-a vallotta magát magyarnak, 28% németnek, 3% cigánynak, 0,3% ukránnak, 0,2% szlováknak, 0,2% románnak, 0,2% horvátnak, 5% egyéb, nem hazai nemzetiségűnek (11,8% nem nyilatkozott; a kettős identitások miatt a végösszeg nagyobb lehet 100%-nál). Vallásuk szerint 54,5% volt római katolikus, 2,3% református, 0,2% görög katolikus, 0,2% ortodox, 0,7% egyéb keresztény, 0,2% egyéb katolikus, 5,3% felekezeten kívüli (36,8% nem válaszolt).

## Nevezetességei
- Római katolikus templom (1800)
- Szentháromság-szobor
- Tájház
- Termálfürdő: a több mint ötvenfokos termálvízre egyébként a hatvanas években bukkantak a település közelében. Aztán 1969-ben megépült a fürdő, majd 1996-ban egy kemping is létesült a forgalmas strand mellé. A gyógyító hatású víz kitűnő a reumás, illetve nőgyógyászati panaszok enyhítésére. A szuloki termál strand az idegenforgalmi szezon alatt van nyitva, május elejétől szeptember végéig. A Termálfürdő és kemping 2012 áprilisától ismét üzemel (bővebb információ itt

- Az alsó falusi temetőben az egyik sírfeliratot Vörösmarty Mihálynak tulajdonítják, aki az 1848-as szabadságharc leverése után az egyik szuloki családnál talált menedéket:

„Meg ne háborítsd a csendet, mely e sír körül lebeg.
Itt egy édes jó anyának fáradt teste szendereg.
Éltében sokat virrasztott, hadd nyugodjék hamva hát.
Gyermekei és unokái könnye könnyítse meg porát.”
- A Kakasd és Zomba között elterülő hatalmas mocsár lecsapolását két szuloki ember végezte 1770 és 1772 között 500 forintért.

## Külső hivatkozások
- Szulok az utazom.com honlapján
- A szuloki dohánybeváltó

## További információ
Molnár István: A szuloki svábok. Kalauz 1857. 217-218. old.